# Blatnik (avtomobil)
Blatnik je del vozila (karoserije), ki pokriva kolesa. Izdelan je iz pločevine, pogosto pa tudi iz plastike.